# Exitianus capicola
Exitianus capicola är en insektsart som beskrevs av Carl Stål 1855. Exitianus capicola ingår i släktet Exitianus och familjen dvärgstritar. Inga underarter finns listade i Catalogue of Life.